# Belgisch-Congolese betrekkingen
De betrekkingen tussen België en Congo-Kinshasa gaan terug tot de negentiende eeuw, toen de Belgische koning Leopold II soeverein werd van de Onafhankelijke Congostaat en hij er vele Belgen heen stuurde om vorm te geven aan zijn koloniaal project. In 1908 droeg hij het land over aan België en ging Belgisch-Congo deel uitmaken van het Belgische koloniale rijk. De onafhankelijkheid werd in 1960 niet van harte verleend. De Belgische regering zat mee achter de Katangese afscheuring en zou later morele verantwoordelijkheid erkennen voor de moord op Lumumba. De Congolese regering die na de eliminatie van Lumumba aan de macht werd geholpen, kon op meer steun rekenen. België verleende in 1964 militaire hulp om de opstandige Simba's neer te slaan en stuurde paracommando's om blanke gijzelaars te bevrijden (Operatie Rode en Zwarte Draak).
België heeft een ambassade in Kinshasa en consulaten in Lubumbashi en Matadi. Congo-Kinshasa heeft op zijn beurt een ambassade in Brussel.
De Congolezen verdenken er België ervan nooit afstand te hebben gedaan van zijn kolonie. Sinds de onafhankelijkheid in 1960 zijn er verschillende conflicten geweest. Zie hiervoor Congocrisis en Belgisch-Zaïrees conflict van 1988-1989.

## Landenvergelijking
|                 | België                                                   | Congo-Kinshasa                                                         |
| --------------- | -------------------------------------------------------- | ---------------------------------------------------------------------- |
| Bevolking       | 11.720.716 (2020)                                        | 101.780.263 (2020)                                                     |
| Oppervlakte     | 30.528 km²                                               | 2.344.858 km²                                                          |
| Dichtheid       | 383,9/km² (2020)                                         | 43,4/km² (2020)                                                        |
| Hoofdstad       | Brussel                                                  | Kinshasa                                                               |
| Regeringsvorm   | Federale monarchie                                       | Republiek                                                              |
| Officiële talen | Nederlands, Frans en Duits                               | Frans                                                                  |
| Religie         | 57,0 % katholiek, 6,0 % moslim, 37,0 % niet godsdienstig | 95,6 % katholiek, 1,5 % moslim, 0,7 % animisme, 2,2 % overige religies |
| BBP             | € 337,745 miljard (€ 32.431 per persoon) (2008)          | € 25,262 miljard (€ 348 per persoon) (2011)                            |

## Emigratie
In 2006 verbleven 40.301 in België die met de Congolese nationaliteit geboren waren. Het aantal Belgen van Congolese herkomst is nog groter. De grootste groep bevindt zich in de Matongewijk in Brussel. Er zouden om en bij de 3500 Belgen in Congo-Kinshasa wonen.